# Bataille de la position The Pimple
Campagne des monts Finisterre de la Seconde Guerre mondiale
Batailles
- Nadzab
- Kaiapit
- Dumpu
- Monticule John–Crête Trevor
- The Pimple
- Crête Shaggy
- Madang

La bataille de la position The Pimple est un affrontement de la campagne des monts Finisterre, qui a opposé les troupes australiennes et japonaises en Papouasie-Nouvelle-Guinée pendant la Seconde Guerre mondiale. 
S'étant déroulée du 27 au 28 décembre 1943, la bataille a lieu lorsque les Australiens font une percée vers la forteresse japonaise autour de la crête Shaggy, étant une phase préliminaire dans leur prise éventuelle de cette position en janvier 1944. Appuyé par de l'artillerie, des mortiers, des mitrailleuses et des chasseurs-bombardiers, l'assaut est mené sur une façade étroite, qui n'est généralement pas beaucoup plus large qu'une seule section. Deux compagnies d'infanterie australienne sont engagées dans l'attaque, l'une sécurisant la crête initiale, tandis que l'autre exploite la position et sécurise plusieurs autres éléments plus petits tout au long des deux jours de combats. Dans la foulée, l'artillerie japonaise harcèle les Australiens tenant la position et les soumet à plusieurs contre-attaques, qui seront finalement vaincues.